# Universe (album Planet X)
Universe – debiutancki album zespołu Planet X, wydany 6 czerwca 2000 roku przez wytwórnię InsideOut Music.

## Lista utworów
Opracowano na podstawie materiału źródłowego
1. "Clonus" (muz. MacAlpine, Sherinian, Donati) – 4:15
2. "Her Animal" (muz. MacAlpine, Sherinian, Donati) – 4:50
3. "Dog Boots" (muz. Donati) – 3:36
4. "Bitch" (muz. MacAlpine, Sherinian, Donati) – 5:20
5. "King of the Universe" (sł. Dick Smothers, Jr., muz. MacAlpine, Sherinian, Donati) – 8:16
6. "Inside Black" (muz. MacAlpine, Sherinian, Donati) – 5:12
7. "Europa" (muz. MacAlpine, Sherinian, Donati) – 4:20
8. "Warfinger" (muz. MacAlpine, Sherinian, Donati) – 5:38
9. "Chocolate" (muz. MacAlpine, Sherinian, Donati) – 5:22
10. "Pods of Trance" (muz. MacAlpine, Sherinian, Donati) – 4:48
11. "2116" (muz. MacAlpine, Sherinian, Donati) – 4:41

## Twórcy
Opracowano na podstawie materiału źródłowego.
- Tony MacAlpine – gitara
- Derek Sherinian – keyboard
- Virgil Donati – perkusja
- Tom Kennedy – gitara basowa
- Dick Smothers, Jr. – mówiony wokal (w utworze 5)
- Greg D'Angelo, T.J. Helmerich – inżynieria dźwięku
- Gene Grimaldi – mastering